# Bleek kweldergras
Bleek kweldergras (Puccinellia distans subsp. borealis, synoniem: Puccinellia distans var. angustifolia, Puccinellia capellaris) is een overblijvende plant die behoort tot de grassenfamilie (Poaceae). De plant komt van nature voor in de Noord- en Noordwest-Europese kustgebieden. Bleek kweldergras staat op de Nederlandse Rode lijst van planten als zeer zeldzaam en matig afgenomen. Het aantal chromosomen is 2n = 42.
Bleek kweldergras lijkt veel op stomp kweldergras, maar bleek kweldergras heeft een bleekgeelgroene en stomp kweldergras een grijsgroene bladkleur. De combinatie bij bleek kweldergras van in een spits eindigende top van de lemma’s (een hoek van 70 graden vormend) en de nerven die deze top van de lemma’s niet bereiken onderscheidt deze van stomp kweldergras. Stomp kweldergras heeft lemma's met een breed afgeronde tot afgeknotte top.
De plant wordt 15 – 60 cm hoog en vormt dichte, kleine zoden. De stengels zijn geknikt opstijgend of bijna liggend. De bleekgeelgroene, vaak samengevouwen, niet-vlezige bladeren hebben in elke bladhelft niet meer dan vijf ribben.
Bleek kweldergras bloeit van juni tot in oktober. De bloeiwijze is een pluim met ruwe, vrij horizontaal staande takken, die na de bloei meestal zijn teruggeslagen. De onderste takken staan met 4 - 5 takken bij elkaar. De 4 – 5 mm lange aartjes bestaan uit 4 - 5 bloemen. De kelkkafjes hebben een breedvliezige rand. Het onderste kelkkafje is 1,8 mm lang en het bovenste 2 mm. Het onderste, 2,2 – 3 mm lange kroonkafje (lemma) heeft een tamelijk spits eindigende top (een hoek van 70 graden vormend), nerven die de top van het kroonkafje niet bereiken en een breed vliezige rand. Vaak is dit kroonkafje van de top af rood aangelopen. Het bovenste kroonkafje is ook 2,2 – 3 mm lang. De helmknoppen zijn 0,5 - 0,8 mm lang.
De vrucht is een 2,2 mm lange en 0,6 mm brede graanvrucht.

## Ecologie en verspreiding
Bleek kweldergras staat op zonnige, open, vochtige tot natte, matig voedselrijke tot voedselrijke, matig stikstofhoudende, zwak basische, vaak verdichte, brakke tot zilte klei- en zandgrond. Ze groeit in poldergrasland met plaatselijk zoute kwel, als pionier op natte, verstoorde, open plekken, zelden buitendijks en dan langs afgedamde zeearmen. Verder op kwelders die van de zee zijn afgesneden en waar eveneens sterk wisselende zoutgehaltes aanwezig zijn. Een deel van het verbrokkelde Europese areaal omvat de Atlantische kust van dit werelddeel en dus ook Nederland. De vaak onbestendig optredende soort is zeldzaam in het Deltagebied, de Wieringermeer en Lauwersmeer en zeer zeldzaam op andere plaatsen langs de kust. Ze is goed te herkennen aan de meestal aanwezige bleekgeelgroene kleur, de recht afstaande takken van de bloeiwijze en de combinatie van in een spits eindigende top van de lemma’s (een hoek van 70 graden vormend) en de nerven die deze top van de lemma’s niet bereiken.